# Rodeo Rider
Rodeo Rider (eerder Calypso) was een calypso in Attractiepark Slagharen.

## Algemene informatie
In de Rodeo Rider draaien steeds vier tweepersoons gondels rond een paal. Er staan drie palen die elk dus vier gondels rond laten draaien. Deze palen zijn bevestigd aan een grotere paal, die eveneens ronddraait. Men draait dus op twee manieren tegelijkertijd rond (spin 'n puke).
In 2013 is de attractie verwijderd om plaats te maken voor een aantal nieuwe attracties ter gelegenheid van het 50-jarig bestaan van het park.

## Technische informatie
Rodeo Rider heeft zich op verschillende plekken in het park bevonden. Hij is in de jaren 1970 gebouwd. De rit duurde anderhalve minuut en had een capaciteit van 24 personen per rit. Hij was gebouwd door de attractiebouwer Anton Schwarzkopf.
Afbeeldingen · Main Street